# ホビーベースイエローサブマリン
株式会社ホビーベースイエローサブマリンは、 埼玉県さいたま市に本社を構える模型玩具とテーブルゲームの小売り・製造・販売を手がける会社である。
創業は昭和60年（1985年）。通称は「イエローサブマリン」「イエサブ」。

## 概要
高崎線宮原駅西口の線路脇にある現在の大宮本店プレイソフト店で開業した。駐車場を挟んで半地下のテナントに本店を移し、それまでの店舗はプレイソフト店を新たに開業。宮原駅前ロータリーに本店ビルが落成したことで本店を移動し、現在に至る。
全国チェーンでショップが展開されているが、取り扱う製品の分野が画一的でなく、店舗によって大きく異なる。
イエロー・サブマリンのショップは大きくわけて「ゲーム系ショップ」と「ホビー系ショップ」に分けられており、「ゲーム系ショップ」ではテーブルトークRPG、トレーディングカードゲーム、ボードゲーム、ボード・ウォーゲームなどを取り扱い、「ホビー系ショップ」ではプラモデル、フィギュア、ラジコンなどを取り扱う。
さらにそれぞれのショップごとに取り扱い製品を絞り込んでいる店もあり、トレーディングカードゲームのみを扱うショップやラジコンのみを扱うショップなども多数存在する。都市部では「ゲーム系ショップ」と「ホビー系ショップ」が同じ通りにほぼ隣り合わせで並んでいることも珍しくはない。
ゲーム系ショップではデュエルルームなども用意されており、企業イベントの会場に利用されることも多い。
フィギュアなどの玩具とゲームについては中古の買取と販売が行われている。また、模型、ゲームともに輸入販売なども積極的に行われている。
模型、テーブルゲーム（サタスペ、迷宮キングダムなど）ともにいくらかのオリジナル製品が開発されている。